# J.-Eugène Bissonnette
Pour l’article homonyme, voir Bissonnette.
J.-Eugène Bissonnette (né le 4 mars 1892 et mort le 3 septembre 1980) est un médecin et homme politique fédéral du Québec.

## Biographie
Né à Sainte-Claire dans la région de Chaudière-Appalaches, il devient député du Parti progressiste-conservateur du Canada dans la circonscription fédérale de Québec-Ouest en 1958. Il est défait par le créditiste Lucien Plourde.
Il est mort le 3 septembre 1980 à Québec (ville), Québec à l'âge de 88 ans.